# Ole Lund Kirkegaard
Ole Lund Kirkegaard (29 de julio de 1940, Aarhus - 24 de marzo de 1979) fue un escritor danés de literatura infantil y literatura juvenil y profesor. Principalmente escribió sobre la interacción entre adulto y niño. El personaje principal en sus libros suele ser un antihéroe. En 1969 fue galardonado con el premio del libro para niños del Ministerio de Cultura danés (Dinamarca) (Kulturministeriets Børnebogspris).
Kirkegaard creció en Skanderborg, al sur de Aarhus, y muchas de sus historias se inspiraron en sus propias experiencias de infancia allí. Él también ilustró sus propios libros. En una fría noche de invierno de 1979, Kirkegaard, en su camino a casa cayó en la nieve y no pudo levantarse nuevamente después de haber bebido demasiado. Él se congeló hasta la muerte en el lugar con solo 38 años de edad. La calle de Ole Lund Kirkegaards Stræde en Skanderborg, lleva su nombre.

## Películas
Las historias de Ole Lund Kirkegaard han inspirado varias películas danesas, incluida una serie de televisión en 1977.